# Synchiropus picturatus
Synchiropus picturatus és una espècie de peix de la família dels cal·lionímids i de l'ordre dels perciformes.

## Morfologia
- Els mascles poden assolir 7 cm de longitud total.[5][6]

## Alimentació
Menja petits invertebrats bentònics.

## Hàbitat
És un peix marí, de clima tropical i associat als esculls de corall que viu entre 0-20 m de fondària.

## Distribució geogràfica
Es troba a les Filipines, l'est d'Indonèsia i el nord-oest d'Austràlia.

## Observacions
És inofensiu per als humans.